# Drosera leucostigma
Drosera leucostigma är en sileshårsväxtart som först beskrevs av Neville Graeme Marchant och Allen Lowrie, och fick sitt nu gällande namn av Allen Lowrie och John Godfrey Conran. Drosera leucostigma ingår i släktet sileshår, och familjen sileshårsväxter.
Artens utbredningsområde är:
- Ashmore-Cartieröarna.
- Western Australia.

Inga underarter finns listade i Catalogue of Life.

## Bildgalleri

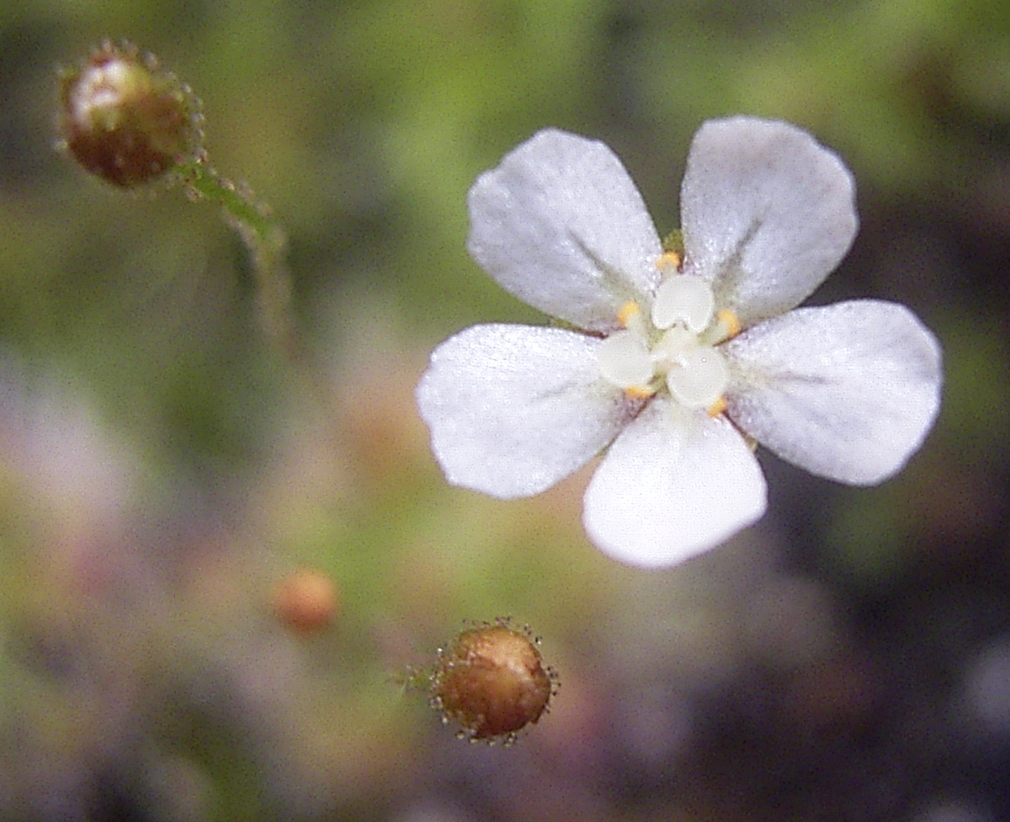